# 暖暖 (小說)
《暖暖》是一本由台湾作家蔡智恒于2007年出版的一部小说。

## 剧情
小说讲述了来自台湾的男主角“凉凉”参加了一个海峡两岸的夏令营，来到了北京。从而认识了女主角“暖暖”。他们在北京度过了几天，期间凉凉渐渐地喜欢上了暖暖，只到夏令营结束前，凉凉才委婉地表达了自己的感情。回到台湾后的凉凉和暖暖互相保持着书信交流。一次，凉凉来到大陆出差，前往北京寻找暖暖。之后凉凉和暖暖一起去了哈尔滨。但是凉凉还是不得不与暖暖分开。

## 人物
凉凉
小说的男主角。来自台湾，小说中刚毕业。
暖暖
小说的女主角。来自綏化市，在北京学习。

## 所获奖项
- 第二十届（2009年）香港中学生好书龙虎榜[1]